# Phụ nữ sự nghiệp
Phụ nữ sự nghiệp (tiếng Anh: Career woman) là một người phụ nữ có sự ưu tiên lớn trong cuộc sống dành cho việc đạt đến thành công trong sự nghiệp hay công việc. Cụ thể nó chỉ đến việc quan tâm đến sự nghiệp nhiều hơn là kết hôn và có con. Do đó nó có thể được dùng để đối lập với bà nội trợ hoặc kế tiếp "khoảng thời gian làm mẹ". Đúng hơn là, phụ nữ sự nghiệp thiết lập mối quan hệ với việc "Dual Income, No Kids" (dịch nôm na là "Thu nhập tay đôi, Không con cái").